# Музей Галуста Гюльбенкяна
38°44′12″ пн. ш. 9°09′15″ зх. д. / 38.736667° пн. ш. 9.154167° зх. д.

Музей Галуста Гюльбенкяна (порт. Museu Calouste Gulbenkian) — художній музей у Лісабоні, Португалія. Створений відповідно до заповіту відомого нафтового магната та філантропа вірменського походження Галуста Гюльбенкяна (1869—1955) для демонстрації зібраної ним колекції витворів світового образотворчого мистецтва.

## Історія
Народжений в Османській імперії Галуст Гюльбенкян отримав освіту в Європі та відігравав значну роль у налогодженні економічних зв'язків між Європою та Близьким Сходом, зокрема стояв біля витоків прискореної індустріалізації видобутку нафти. Завдяки своїй активній участі у створенні великих нафтових корпорацій на початку XX сторіччя отримав суттєві активи у цій галузі, які приносили йому величезні прибутки та дозволяли спрямовувати значні кошти на благочинність та придбання витворів мистецтва. По смерті Гюльбенкяна у 1955 році частина його нафтових активів та мистецька колекція були успадковані фундацією його імені, створеною у Португалії, де Гюльбенкян прожив останні 13 років свого життя. Відповідно до заповіту власника його колекція мала стати основою експозиції окремого музею, будівництво якого було ініційоване Фундацією та завершене 1969 року. Музей розташований у Лісабоні, на території паркового комплексу, який належить Фундації і також носить ім'я Гюльбенкяна.

## Колекція

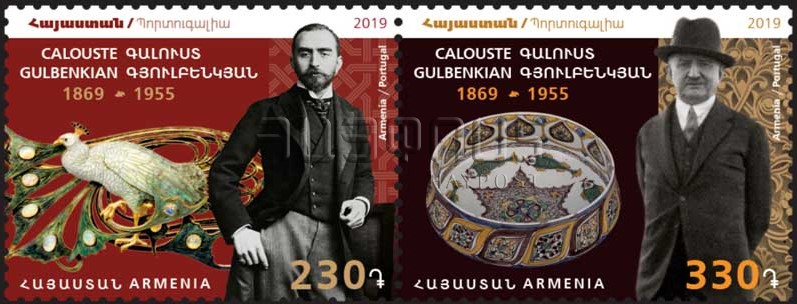
Галуст Гюльбенкян на фоні витворів мистецтва зі своєї колекції музею. Поштова марка Вірменії (2019)

Постійна експозиція музею включає близько тисячі предметів з 6 тисяч, що належать до його фондів. Зокрема до експозиції й досі входить більшість робіт, придбаних Гюльбекяном під час розпродажу Радянською владою на початку 1930-х років шедеврів з колекції ленінградського Ермітажу.
Експозиція музею розділена на дві незалежні колекції, організовані за географічним та хронологічним принципами. Перша з них включає витвори традиційного мистецтва, які походять зі Стародавнього Єгипту, Месопотамії, Стародавньої Греції, Давнього Риму, Персії та культур Далекого Сходу.
Друга присвячена європейському мистецтву та відслідковує його розвиток з XI до середини XX сторіччя через книги, скульптуру, живопис та предмети декоративного прикладного мистецтва. Ця частина колекції зокрема включає твори європейських майстрів від класичних картин Рубенса, Антоніса ван Дейка та Рембрандта до шедеврів імпресіонізму пензля Клода Моне та П'єра-Огюста Ренуара. 
Окрема зала присвячена виробам визначного французького ювеліра кінця XIX — першої половини  XX сторіччя Рене Лаліка. 

## Галерея

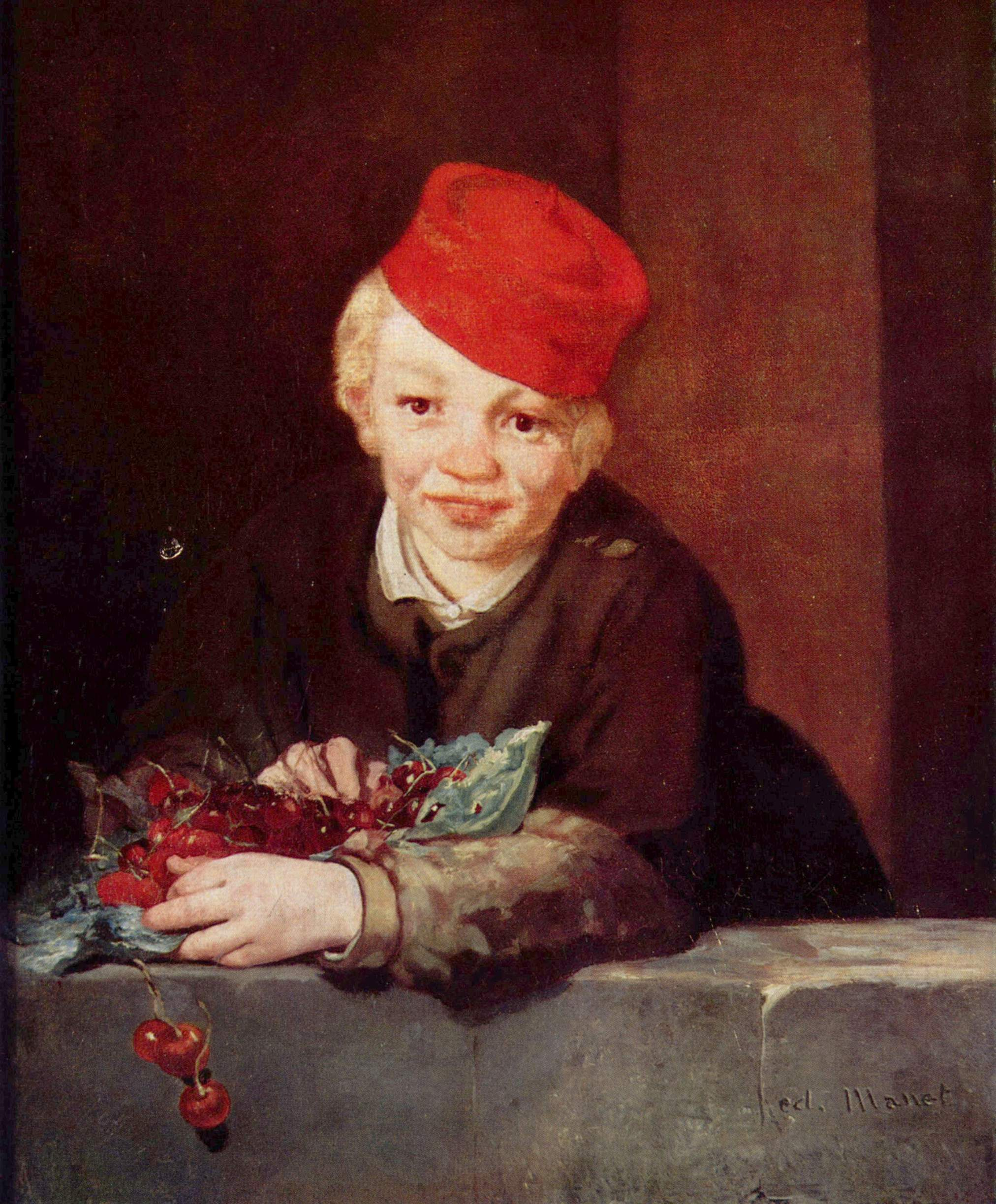
Едуар Мане, «Хлопчик з вишнями», 1858—1859
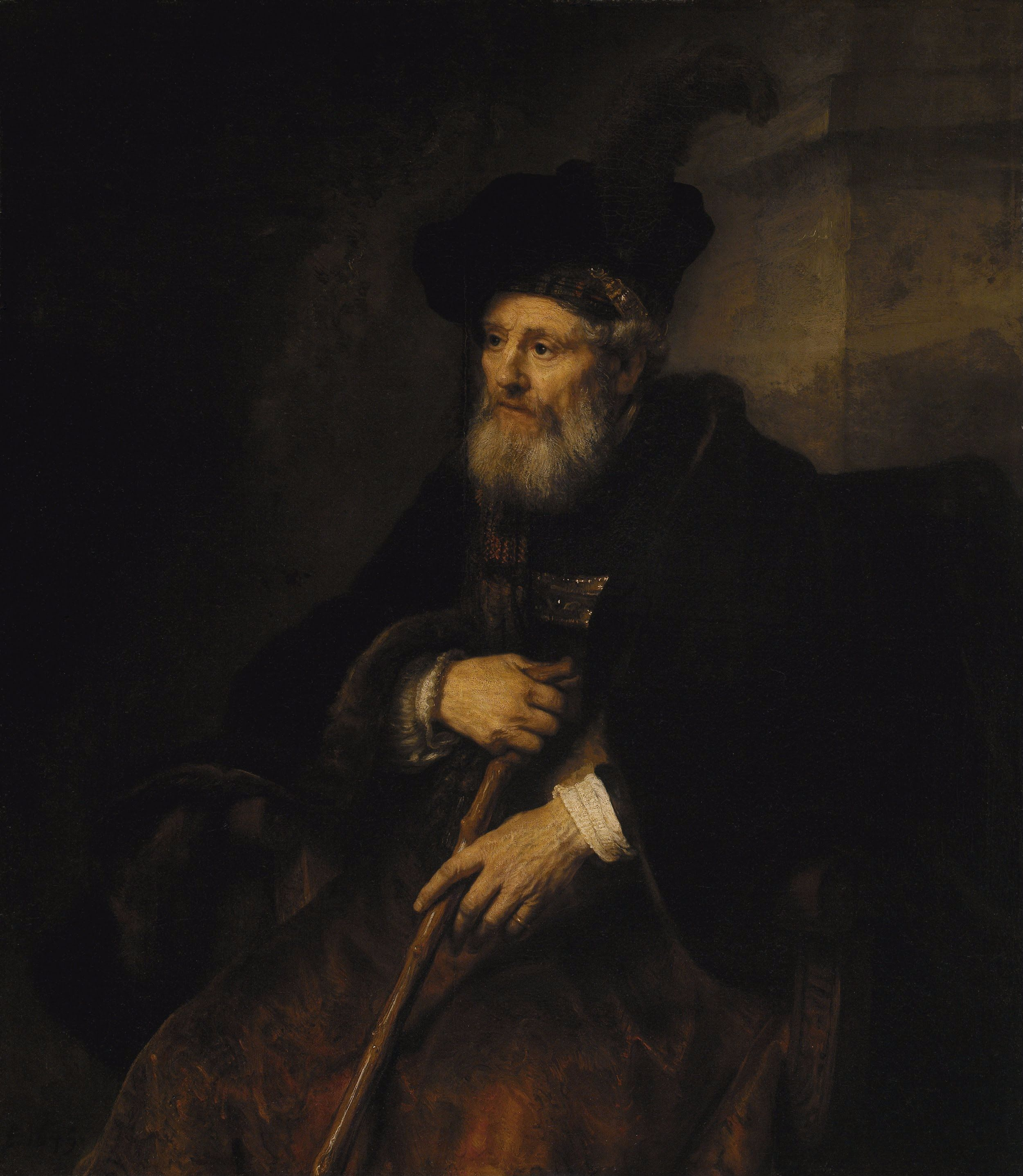
Рембрандт, «Портрет Старого», 1645
Джордж Ромні, «Портрет місс Констабль», 1787
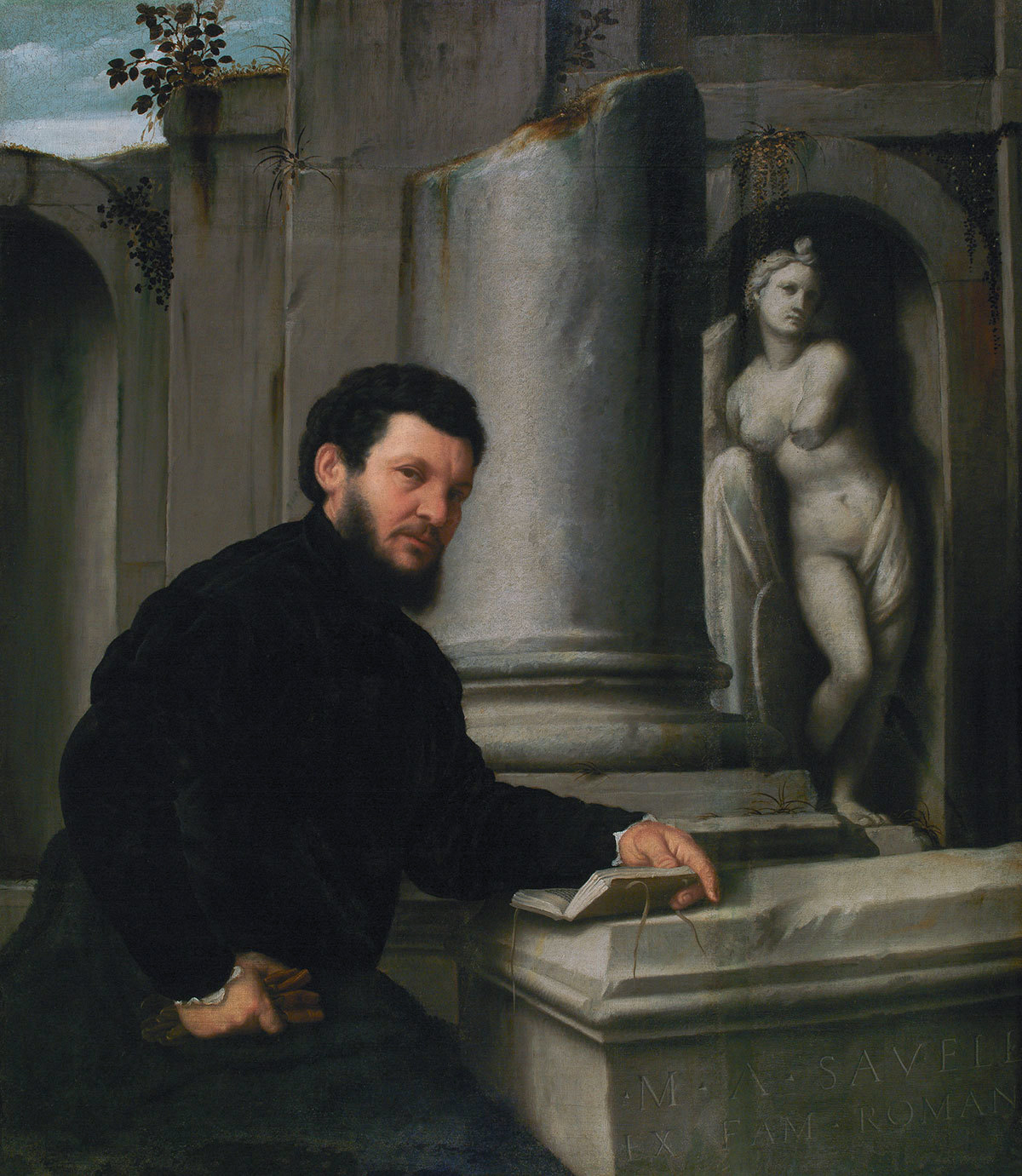
Джованні Баттіста Мороні, «Портрет Марко Антоніо Савеллі», 1543—1547
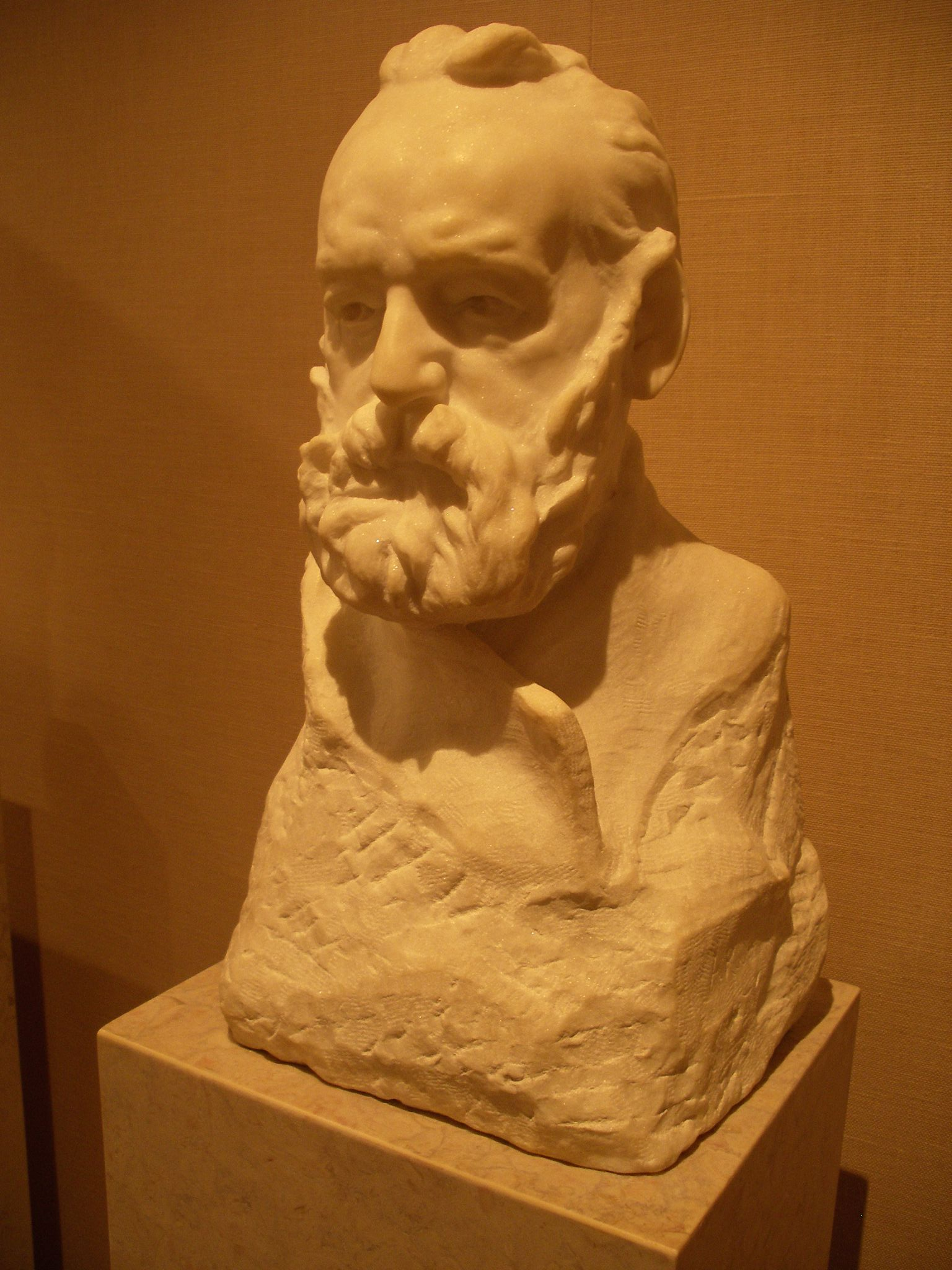
Огюст Роден, «Бюст Віктора Гюго», 1886
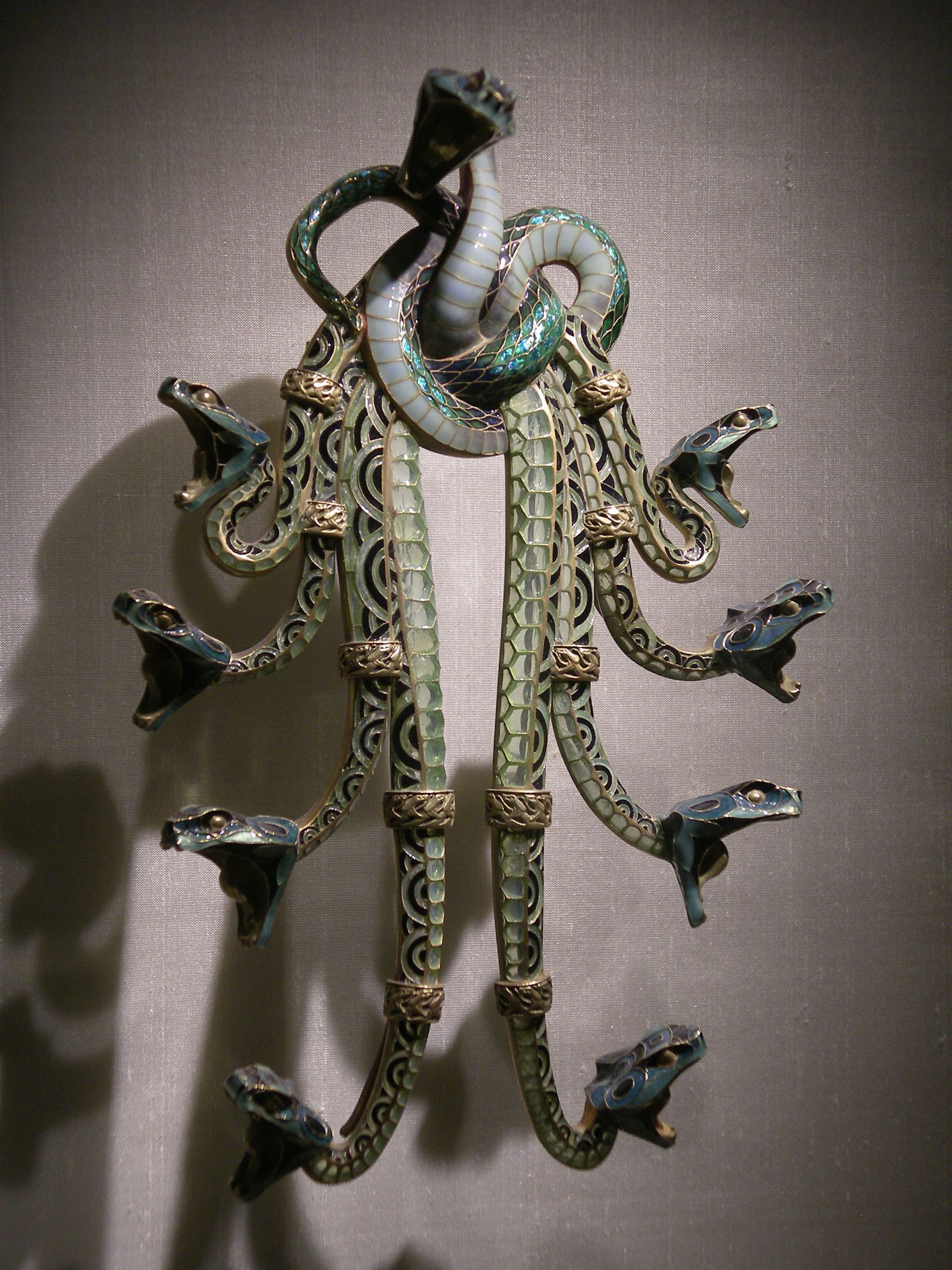
Рене Лалік, Броша у формі змій, золото та емаль
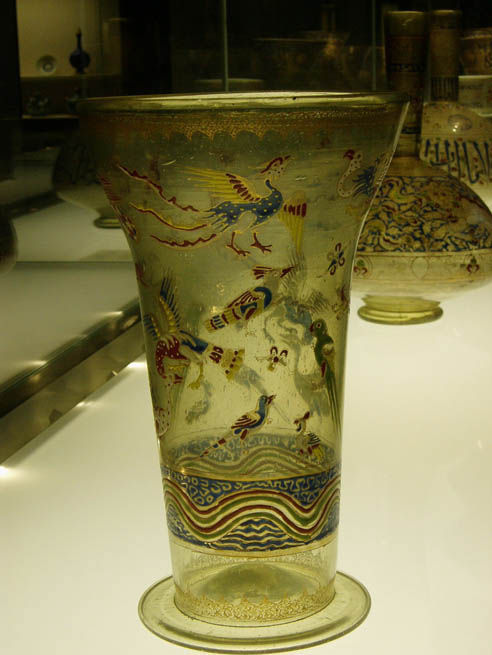
Східних кубок, Сирія або Єгипет, початок XIV ст.
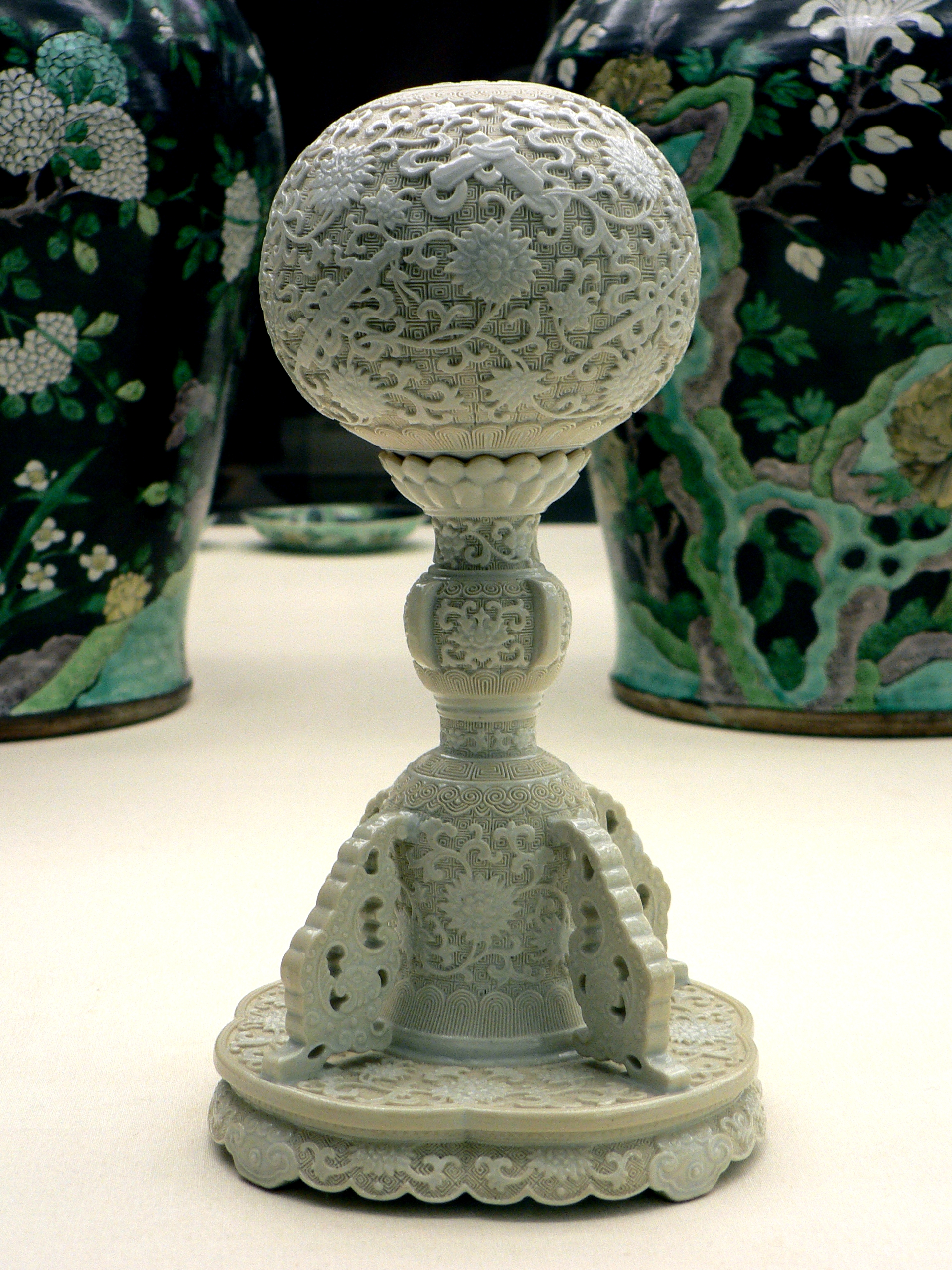
Біла порцеляна, Китай, середина XVIII ст.